# When the World Comes Down
When the World Comes Down – trzeci album studyjny nagrany przez amerykański power rockowy zespół The All-American Rejects; wydany 16 grudnia 2008.
Płyta została wyprodukowana przez Erica Valentine’a, który nagrywał też z zespołem Maroon 5. When the World Comes Down to pierwszy krążek zespołu, który został nagrany przy użyciu taśmy do nagrywania utworów. Singiel z płyty nosi tytuł „Gives You Hell”.
The All-American Rejects zaczął tworzyć kontynuację Move Along mniej więcej w połowie listopada 2007, po czteromiesięcznej przerwie. Jako sposób na utrzymanie zainteresowanie fanów, zespół dodawał transmisje na żywo w Internecie, zapewniając fanom bezpośrednie oglądanie procesu nagrywania.

## Lista piosenek
1. "I Wanna" - 3:29
2. "Fallin' Apart" - 3:26
3. "Damn Girl" - 3:51
4. "Gives You Hell" - 3:32
5. "Mona Lisa" - 3:15
6. "Breakin'" - 3:58
7. "Another Heart Calls" (z The Pierces) - 4:09
8. "Real World" - 4:02
9. "Back to Me" - 4:29
10. "Believe" - 3:28
11. "The Wind Blows" - 4:22
12. "Sunshine" - 3:00

### Edycja delux
1. "I Wanna" (Demo) - 3:18
2. "Damn Girl" (Demo) - 3:36
3. "Falling' Apart" (Demo) - 3:33
4. "Mona Lisa" (Demo) - 2:43
5. "Real World" (Demo) - 3:55

- W opinii Deluxe Edition zawiera również utwór zatytułowany "Track by Track with Tyson and Nick" jak również "Mona Lisa"

### Dodatki na edycji w Wielkiej Brytanii
1. "I Wanna" (Demo) - 3:18
2. "Damn Girl" (Demo) - 3:36
3. "Falling Apart" (Demo) - 3:33
4. "Mona Lisa" (Demo) - 2:43
5. "Real World" (Demo) - 3:55
6. "Here I Sit" (Demo) - 3:59
7. "The Wind Blows" (Steve Aoki Hurricane Mix) - 4:21